# Laila Hietamies
Laila Ellen Kaarina Hirvisaari née le 7 juin 1938 à Viipuri et morte le 16 juin 2021 à Helsinki, est un écrivain finlandais.

De 1958 à 2004, elle porte le nom de son mari Heikki Hietamies et édite ses livres au nom de Laila Hietamies. Elle divorce en 1991. À partir de 2004 ses livres sont édités à son nom de jeune fille Laila Hirvisaari.

## Biographie
Laila Hirvisaari nait le 7 juin 1938 à Viipuri alors en Finlande. Son père meurt pendant la Guerre de Continuation alors qu'elle a trois ans.
Laila Hirvisaari se marie en 1958 avec l'écrivain Heikki Hietamies. Ils ont trois filles : Kristiina (née en 1958), Eveliina  (née en 1964) et Anuliina (née en 1968). Laila et Heikki Hietamies se séparent en 1985 et divorcent en 1991.
Son premier écrit, Lehmusten kaupunki, parait en 1972 et est le premier roman d'une série éponyme dont le septième parait en 2004. La série parle de Lappeenranta et de ses habitants à partir de 1920.
Sa deuxième série la plus connue est Kannas ((fi) Isthme) dont les romans paraissent de 1980 à 1984.
Cette série parle des habitants du village de Suonta dans l'Isthme de Carélie de 1920 à 1940.
La série décrit entre autres les expériences vécues des Caréliens évacués vers l'ouest de la Finlande.

## Ouvrages
Sa production comprend des séries romanesques, des pièces de théâtre et des séries télévisuelles qui ont lieu le plus souvent dans la Carélie de sa naissance, mais aussi en Russie, en Inde ou à Rome.
À l'automne 2008, Laila Hirvisaari a vendu plus de 4 millions d'exemplaires de ses livres.

### Romans
L'éditeur est Otava sauf indication contraire.
- Sous le nom d'auteur  Laila Hietamies
  - Série Lehmusten kaupunki
    - Lehmusten kaupunki, 1972
    - Unohduksen lumet, 1973
    - Kukkivat kummut, 1976
    - Syksyksi kotiin, 2001
    - Koivu ja tähti, 2002
    - Siellä jossakin, 2003
    - Kallis kotimaa, 2004

  - Série Hamina
    - Maan väkevän lapset, 1977
    - Kaikilla elämän kaipuu, 1978

  - Série Kannas
    - Mäeltä näkyy toinen mäki, 1980
    - Maa suuri ja avara, 1981
    - Hylätyt talot, autiot pihat, 1982
    - Vierailla poluilla, oudoilla ovilla, 1983
    - Edessä elämän virrat, 1984

  - Série Laatokka
    - Pilvissä taivaanlaiva, 1986
    - Maan kämmenellä, 1987
    - Valamon yksinäinen, 1988
    - Jäiden soitto, 1989
    - Valkeat yöt, 1990
    - Valoa kohti, 1991

  - Série Sonja
    - Sonja, 1993
    - Valkoakaasiat, 1994
    - Myrskypilvet, 1995
    - Satakielimetsä, 1996
    - Viktoria, 1997

  - Série Anni
    - Kylä järvien sylissä, 1998
    - Siniset Viipurin illat, 1999
    - Kesän korkea taivas, 2000

  - autres
    - Elämän huipulla, 1974
    - Käden kosketus, 1974
    - Rakkaani tuli vuorilta, 1975
    - Kuin tuuli tähkäpäässä, 1979
    - Laila Hietamiehen Suomalainen sarja 1-10 (recueil de textes), 1985
    - Joulumuisto, 1985, nouvelle, Editions Gummerus)
    - Vienan punainen kuu, 1992
    - Koivukoto, 1999 nouvelle
- Sous le nom d'auteur Laila Hirvisaari
  - Série Imatra
    - Kruununpuisto, 2005
    - Myrskyn edellä, 2006
    - Grand Hotel, 2007
    - Vuoksen helmi, 2008
    - Pihkovan kellot, 2009

## Prix et reconnaissance
- Prix national de littérature
- Prix Pehr Evind Svinhufvud, 1973